# Capito wallacei
El cabezón de Loreto, chaboclo de Loreto, barbudo de franja escarlata  o barbudo de pecho escarlata  (Capito wallacei) es una especie de ave de la familia Capitonidae que se encuentra distribuido al este de la Cordillera Azul de Perú.

## Características
Mide 19 cm, habita en árboles (melastomatáceas y Clusias), Habita en zonas de montaña a una altura que va de los 1300 a los 1550 m s. n. m., se alimenta de insectos y frutos. Es una especie amenazada, principalmente por la desforestación de la Amazonia.